# 4731 Монікагреді
4731 Монікагреді (4731 Monicagrady) — астероїд головного поясу, відкритий 1 березня 1981 року.
Тіссеранів параметр щодо Юпітера — 3,150.